# Gentianella tereticaulis
Gentianella tereticaulis är en gentianaväxtart som först beskrevs av Donald Petrie, och fick sitt nu gällande namn av T.N. Ho och S.W. Liu. Gentianella tereticaulis ingår i släktet gentianellor, och familjen gentianaväxter. Inga underarter finns listade i Catalogue of Life.